# Temple de Beopju
Beopjusa ou Popju-sa, le temple de Beopju, est l'un des principaux temples de l'ordre Jogye du bouddhisme coréen. Vingt-sept temples plus petits sont placés sous son autorité.
Il se trouve au cœur du mont Soknisan, une montagne qui s'élève à 1 058 mètres d’altitude, dans la province de Chungcheong du Nord, en Corée du Sud. C'est l'un des plus vastes et des plus beaux temples bouddhistes de la péninsule coréenne et comprend plusieurs trésors nationaux. Il est situé dans Parc national de Songnisan, un parc parsemé de lacs aux formes alambiquées, où se dressent des pics déchiquetés au milieu de forêts luxuriantes parsemées d'anciens temples, au centre du pays, à 120 km de Séoul.
Très ancien, le monastère a été rénové à huit reprises, la dernière fois en 1906. Avec ses 1 500 ans d’histoire, Beopjusa est le monastère le plus connu du mont Soknisan et l'un des plus célèbres de Corée. On peut y entrevoir quelques aspects de la culture bouddhiste.

## Histoire
Le temple de Beopjusa a une longue et riche histoire remontant à la période des Trois Royaumes. Il est antérieur à la période Silla, puisqu'il fut fondé au VIe siècle par le moine Uishin. Le temple originel a été érigé en 553, dans la quatorzième année du règne du roi Jinheug (540-576), le 24e monarque du royaume de Silla, pour être un lieu de prières pour l'unification des Trois Royaumes (Koguryŏ (고구려), Paekche (백제) et Silla (신라)).
Selon des sources écrites compilées aux XIIe et XIIIe siècles, à partir d'écrits d'époques plus anciennes, on pense qu'environ 3 000 moines vivaient dans le temple à l'époque de sa fondation. L’ensemble du monastère comptait plus de 60 bâtiments. Il est également relaté qu'au XIIe siècle, le roi Goryeo invita les milliers de moines du temple à prier pour la délivrance d'Uichion, l'un de ses conseillers de haut rang.
Comme la plupart des architectures en bois du pays, le site de Beopjusa a été gravement endommagé lors des Imjinwaeran, les grandes invasions japonaises de la fin du XVIe siècle, qui durèrent sept ans. Détruit par les Japonais en 1592, il fut reconstruit dans sa forme actuelle à partir de 1624 par le moine Samyeongdaesa, dans la deuxième année du règne du roi Injo (Royaume de Joseon). Les travaux de reconstruction, qui lui ont donné l'aspect que l'on connait de nos jours[Quand ?] ont duré tout au long du XVIIe siècle.
Le monument fait partie du site « Sansa, monastères bouddhistes de montagne en Corée », inscrit au patrimoine mondial de l'UNESCO en 2018.

## Architecture
Le temple de Beopjusa est célèbre pour son Maaeyeorae-uisang, une gigantesque représentation de Bouddha assis sur une fleur de lotus gravée dans la roche. Cette magnifique statue de bronze de 33 mètres de hauteur est abritée dans le Daeungjeon, le bâtiment principal du temple, un bâtiment de deux étages, qui frappe le visiteur par sa majesté.
Il est également connu pour sa pagode Palsangjeon, unique en Corée, une pagode en bois de cinq étages, qui s'élève à 22,70 mètres de hauteur et est la plus haute du pays. Celle que l'on peut voir de nos jours date de l'époque de la reconstruction en 1624. Sur les quatre faces des colonnes intérieures se trouvent huit peintures décrivant des épisodes de la vie de Gautama Bouddha. Son style architectural a inspiré l'architecture du bâtiment principal de cinq étages du musée national de folklore du Palais Gyeongbokgung de Séoul. En 1968, elle a été complètement démontée pour être restaurée dans son état originel.